# Al-Nasir Muhammad
al-Malik al-Nāṣir al-Dīn Muḥammad ibn Qalāwūn (in arabo الناصر محمد‎?, per intero in arabo الملك الناصر ناصر الدين محمد بن قلاوون‎?, al-Malīk al-Nāṣir Nāṣir al-Dīn Muḥammad ibn Qalāwūn; Il Cairo, 24 marzo 1285 – Il Cairo, 7 giugno 1341) è stato un sultano mamelucco d'Egitto, decimo della dinastia Bahri, d'etnia Kipčaki, che regnò in Egitto a due riprese, dal 1293 al 1298 e dal 1299 al 1341.
Era il figlio più giovane del sultano Qalawun. Storico di buon calibro, compose il Mukhtār al-akhbār ("Le notizie selezionate"), riassunto grazie al contributo del sacerdote copto Shams al-Riʾāsa Abū al-Barakāt.